# Michael Hirst (Drehbuchautor)
Michael Hirst (* 21. September 1952 in Bradford, Yorkshire) ist ein britischer Drehbuchautor und Fernsehserien-Produzent. Bekannt ist er vor allem als Schöpfer und Showrunner der Serien Die Tudors und Vikings.

## Karriere
Hirst wuchs in Ilkley auf und besuchte die Bradford Grammar School. Er studierte englische und amerikanische Literatur an der London School of Economics, der University of Nottingham und dem Trinity College in Oxford. Zunächst als Schriftsteller im akademischen Umfeld tätig, überzeugte ihn der Regisseur Nicolas Roeg, der eine seiner Kurzgeschichten gelesen hatte, als Drehbuchautor zu arbeiten.
Sein erstes Werk stellte 1988 das Drehbuch zum Film Die Täuscher (The Deceivers) mit Pierce Brosnan dar. 1998 stieg er mit dem BAFTA-nominierten Drehbuch zum Historienfilm Elizabeth (mit Cate Blanchett) in die Branchenspitze auf. Auch für die 2007 erschienene Fortsetzung Elizabeth – Das goldene Königreich verfasste Hirst – der nun auf historische Stoffe festgelegt war – das Drehbuch.
Im gleichen Jahr produzierte Hirst für den US-Fernsehsender Showtime die Serie Die Tudors, die sich mit der Herrschaft des englischen Königs Heinrich VIII. befasst. Die kommerziell sehr erfolgreiche Serie brachte es bis 2010 auf vier Staffeln und wurde mit zwei Emmys ausgezeichnet. 2011 schuf er für den Sender Starz die Serie Camelot, die allerdings weder Kritiker noch Publikum überzeugen konnte. Im gleichen Jahr war er auch an der Produktion der ersten Staffel von Die Borgias von Neil Jordan beteiligt.
Im Anschluss entwickelte Hirst im Auftrag von History Television die 2013 veröffentlichte Serie Vikings über den legendären Wikingerführer Ragnar Lodbrok und dessen Söhne. Die Serie wurde ein großer Erfolg und umfasst sechs Staffeln. Zwei von Hirsts insgesamt neun Kindern, die Töchter Maude und Georgia, sind in der Serie in zentralen Nebenrollen zu sehen.

## Filmografie
Als Drehbuchautor
- 1988: Die Täuscher (The Deceivers)
- 1988: Wo immer du bist (Gdzieśkolwiek jest, jeśliś jest...)
- 1990: Die Narren des Schicksals (Fools of Fortune)
- 1991: Die Ballade vom traurigen Café (The Ballad of the Sad Café)
- 1991: Zauber der Venus (Meeting Venus)
- 1994: Geheimnisse (Uncovered)
- 1998: Elizabeth
- 2002: Casanova – Ich liebe alle Frauen (Il giovane Casanova)
- 2005: Fürchtet euch nicht! – Das Leben Papst Johannes Pauls II. (Have No Fear: The Life of Pope John Paul II)
- 2007: Elizabeth – Das goldene Königreich (Elizabeth: The Golden Age)
- 2022: Billy the Kid (Fernsehserie)

Als ausführender Produzent
- 2011: Die Borgias (The Borgias, 5 Episoden)

Als Schöpfer, Drehbuchautor und ausführender Produzent (Showrunner)
- 2007–2010: Die Tudors (The Tudors, 38 Episoden in 4 Staffeln)
- 2011: Camelot (10 Episoden)
- 2013–2020: Vikings (89 Episoden in 6 Staffeln)
- seit 2022: Vikings: Valhalla